# Inuzuka Yusuke
Yusuke Inuzuka (sinh ngày 13 tháng 12 năm 1983) là một cầu thủ bóng đá người Nhật Bản.

## Sự nghiệp câu lạc bộ
Yusuke Inuzuka đã từng chơi cho Júbilo Iwata, Ventforet Kofu và Sagan Tosu.